# World Professional Darts Championship 1996
De Embassy World Professional Darts Championship 1996 was de 19e editie van het internationale dartstoernooi World Professional Darts Championship en werd gehouden van 1 januari 1996 tot en met 7 januari 1996 in het Engelse Frimley Green. De World Professional Darts Championship kan worden gezien als het wereldkampioenschap voor de British Darts Organisation, BDO, een van de twee toonaangevende dartsbonden in de wereld. Hierdoor is dit toernooi het belangrijkste toernooi dat onderdeel uitmaakt van diezelfde BDO.

## Prijzengeld
Het totale prijzengeld bedroeg £150.000,- (plus £52.000 voor een 9-darter (niet gewonnen)) en was als volgt verdeeld:
| Plaats                | Prijzengeld |
| --------------------- | ----------- |
| Winnaar               | £36.000     |
| Runner-up             | £18.000     |
| Halvefinalist         | £8.400      |
| Kwartfinalist         | £4.200      |
| 2e ronde              | £3.200      |
| 1e ronde              | £2.000      |
| Niet-gekwalificeerden | £400        |

Degene met de hoogste check-out (uitgooi) kreeg £1.600:
- onbekend

## Alle wedstrijden

### Eerste ronde (best of 5 sets)
| Roland Scholten       | Nederland     | - | Mark Salmon     | Wales         | 3 - 0 |
| Richie Burnett        | Wales         | - | Wayne Weening   | Australië     | 3 - 0 |
| Alan Brown            | Schotland     | - | Andreas Kröckel | Duitsland     | 3 - 1 |
| Ronnie Baxter         | Engeland      | - | Kevin Painter   | Engeland      | 3 - 2 |
| Matt Clark            | Engeland      | - | Paul Hogan      | Engeland      | 3 - 2 |
| Raymond van Barneveld | Nederland     | - | Leo Laurens     | België        | 3 - 0 |
| Ian Brand             | Engeland      | - | Bob Taylor      | Schotland     | 3 - 0 |
| Les Wallace           | Schotland     | - | Mike Gregory    | Engeland      | 3 - 0 |
| Andy Jenkins          | Engeland      | - | Bruno Raes      | België        | 3 - 0 |
| Andy Fordham          | Engeland      | - | Chris Mason     | Engeland      | 3 - 0 |
| Per Skau              | Denemarken    | - | Eric Burden     | Wales         | 3 - 0 |
| Colin Monk            | Engeland      | - | Charlie Gaile   | Noord-Ierland | 3 - 0 |
| John Part             | Canada        | - | Paul Williams   | Engeland      | 3 - 2 |
| Steve Beaton          | Engeland      | - | Co Stompé       | Nederland     | 3 - 0 |
| Geoff Wylie           | Noord-Ierland | - | Roger Carter    | USA           | 3 - 1 |
| Martin Adams          | Engeland      | - | Darren Webster  | Australië     | 3 - 1 |

### Tweede ronde (best of 5 sets)
| Roland Scholten | Nederland     | - | Richie Burnett        | Wales     | 1 - 3 |
| Alan Brown      | Schotland     | - | Ronnie Baxter         | Engeland  | 1 - 3 |
| Matt Clark      | Engeland      | - | Raymond van Barneveld | Nederland | 3 - 1 |
| Ian Brand       | Engeland      | - | Les Wallace           | Schotland | 0 - 3 |
| Andy Jenkins    | Engeland      | - | Andy Fordham          | Engeland  | 2 - 3 |
| Per Skau        | Denemarken    | - | Colin Monk            | Engeland  | 2 - 3 |
| John Part       | Canada        | - | Steve Beaton          | Engeland  | 0 - 3 |
| Geoff Wylie     | Noord-Ierland | - | Martin Adams          | Engeland  | 2 - 3 |

### Kwartfinale (best of 7 sets)
| Richie Burnett | Wales    | - | Ronnie Baxter | Engeland  | 4 - 2 |
| Matt Clark     | Engeland | - | Les Wallace   | Schotland | 1 - 4 |
| Andy Fordham   | Engeland | - | Colin Monk    | Engeland  | 4 - 1 |
| Steve Beaton   | Engeland | - | Martin Adams  | Engeland  | 4 - 1 |

### Halve finale (best of 9 sets)
| Richie Burnett | Wales    | - | Les Wallace  | Schotland | 5 - 2 |
| Andy Fordham   | Engeland | - | Steve Beaton | Engeland  | 3 - 5 |

### Finale (best of 11 sets)
| Richie Burnett | Wales | - | Steve Beaton | Engeland | 3 - 6 |

World Cup Darts (WDF)

1977 · 1979 · 1981 · 1983 · 1985 · 1987 · 1989 · 1991 · 1993 · 1995 · 1997 · 1999 · 2001 · 2003 · 2005 · 2007 · 2009 · 2011 · 2013 · 2015 · 2017 · 2019 · 2021 · 2023
World Darts Championship (BDO)

1978 · 1979 · 1980 · 1981 · 1982 · 1983 · 1984 · 1985 · 1986 · 1987 · 1988 · 1989 · 1990 · 1991 · 1992 · 1993 · 1994 · 1995 · 1996 · 1997 · 1998 · 1999 · 2000 · 2001 · 2002 · 2003 · 2004 · 2005 · 2006 · 2007 · 2008 · 2009 · 2010 · 2011 · 2012 · 2013 · 2014 · 2015 · 2016 · 2017 · 2018 · 2019 · 2020
World Darts Championship (PDC)

1994 · 1995 · 1996 · 1997 · 1998 · 1999 · 2000 · 2001 · 2002 · 2003 · 2004 · 2005 · 2006 · 2007 · 2008 · 2009 · 2010 · 2011 · 2012 · 2013 · 2014 · 2015 · 2016 · 2017 · 2018 · 2019 · 2020 · 2021 · 2022 · 2023 · 2024 · 2025
World Darts Championship (WDF)

2022 · 2023 · 2024
World Seniors Darts Championship (WSDT)

2022 · 2023 · 2024 · 2025